# Lemur (robot)
Pour les articles homonymes, voir Lemur.
Lemur (acronyme de Limbed Excursion Mechanical Utility Robots ou en français Robots d'excursion membrés pour des services mécaniques) est un projet de robot développé par le Jet Propulsion Laboratory (JPL) ayant pour objectif de monter, assembler et réparer des installations spatiales. 

## Histoire

### LEMUR I
Dans sa première version, il se présente comme un robot hexapode (pourvu de six pattes) pesant moins de 5 kg. Il est alimenté par des batteries internes et dispose pour détecter son environnement d'une vision stéréoscopique, d'une centrale inertielle et de capteurs sur ses six membres.
La principale innovation de ce robot est le fait qu'il est possible de lui adapter différents outils, sur chacun de ses membres.